# Federico Craveri (militare)
Federico Craveri (Cavallermaggiore, 21 dicembre 1860 – Roma, 23 novembre 1938) è stato un carabiniere italiano, decorato con due medaglie d'argento al valor militare.